# Ночлежка (благотворительная организация)
Благотворительная организация «Ночле́жка» — российская негосударственная благотворительная организация, помогающая бездомным людям. Основана в Санкт-Петербурге, с 2020 года имеет филиал в Москве.

## История
«Ночлежка» была основана в Ленинграде в феврале 1990 года Валерием Соколовым и группой волонтёров, занимавшихся раздачей еды городским бездомным, которым не полагалось продовольствие по карточкам. Изначально благотворительный фонд располагался в подвале дома № 10 по Пушкинской улице и впоследствии несколько раз переезжал, с 2005 года находится на Боровой улице в доме № 112 Б.
В 1992 году была открыта консультационная служба, в 1993 году при «Ночлежке» появилась первая в городе благотворительная столовая для бездомных, а в 1996 году — приют на Синопской набережной.
Также «Ночлежка» занимается издательской деятельностью: 1994 году была учреждена газета о проблемах бездомных «На дне» (с 2003 года — «Путь домой»), с 1997 года организация начала издавать в Петербурге (с 2009 года — и в других городах) ежегодно обновляемый «Справочник бездомного».
Впоследствии организация стала запускать другие проекты, направленные на помощь бездомным. В 2000 году открылся «Дом на полдороги» — приют для бездомных, страдающих алкоголизмом, с 2002 заработал «Ночной автобус» — микроавтобус, в вечернее время развозящий еду для городских бездомных. С 2009 года в холодное время года работает «Пункт обогрева» — отапливаемая палатка на 50 человек для помощи бездомным. В 2016-м была открыта вторая отапливаемая площадка, в зимний сезон 2018 года функционировало три подобных пункта.
В 2018 году было создано московский филиал «Ночлежки» под руководством Дарьи Байбаковой, ранее работавшей в программе «Spina Bifida» благотворительного фонда «Сделай шаг». По состоянию на октябрь того же года в штате насчитывалось два сотрудника и около 50 волонтёров, которые принимали участие в поисках помещения для организации приюта, прачечной и консультационной службы.
В 2022 году представитель администрации Фрунзенского района Санкт-Петербурга пытался вербовать бездомных в приюте «Ночлежке» для участия во вторжении России в Украину, но сотрудники учреждения пресекли эту попытку.

## Деятельность
По данным самой организации, штат «Ночлежки» насчитывает около сорока человек, ещё несколько сотен участвуют на волонтёрских началах. Другие добровольно отдают организации одежду, продукты и медикаменты для раздачи их бездомным. Должность директора «Ночлежки» с 2011 года занимал Григорий Свердлин, который пришёл в организацию в 2003 году в качестве волонтёра и покинул её в 2022 году, поскольку выражался против вторжения России в Украину и опасался этим подставить организацию.
По словам Свердлина, около 60 % подопечных «Ночлежки» более не оказываются на улице. Организация существует на добровольные пожертвования частных лиц, коммерческих организаций и благотворительных фондов, периодически получая также и государственное финансирование. В 1990—2018 годах организация оказала помощь примерно 100 тысячам бездомных.

### Проекты

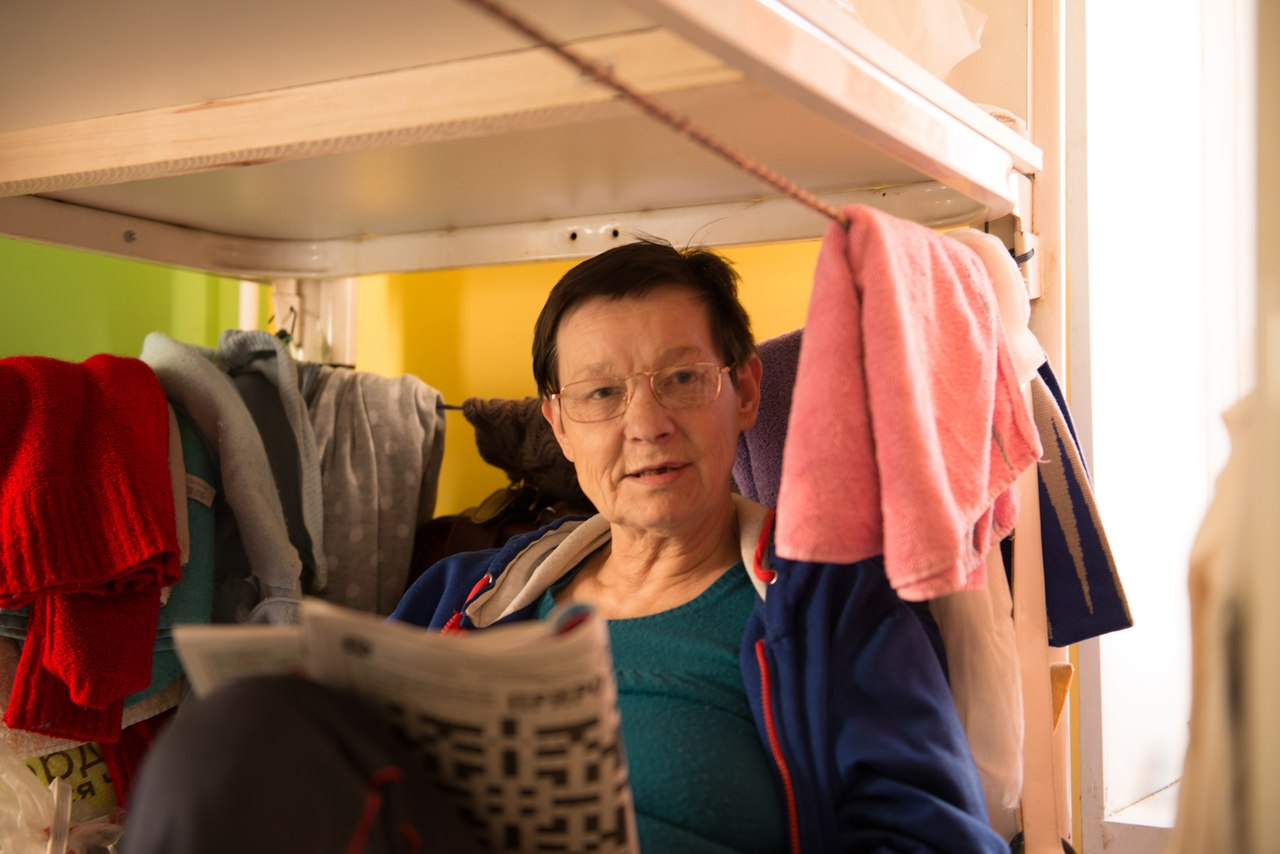
Одна из комнат в реабилитационном приюте

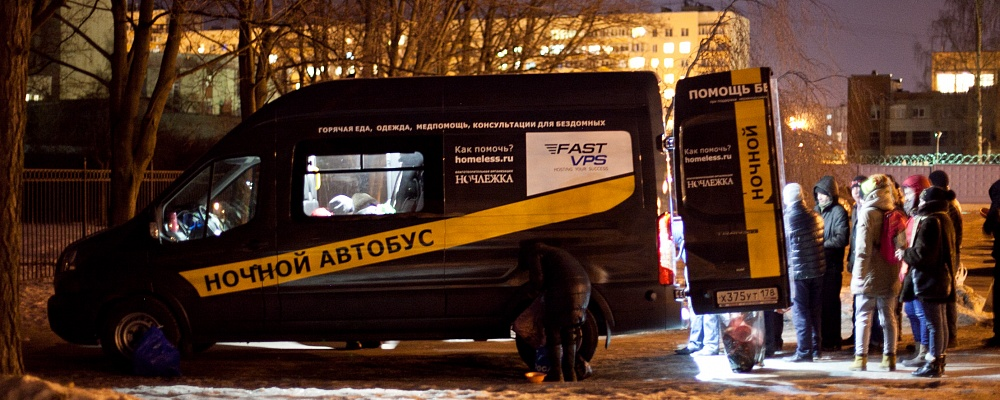
Раздача еды на стоянке «Ночного автобуса»

«Ночлежка» состоит из нескольких постоянных проектов. На Боровой улице с 1996 года действует реабилитационный приют на 52 места — 40 мужских и 12 женских, что приблизительно соответствует реальному соотношению среди бездомных. Средний срок проживания подопечных приюта составляет 4 месяца. За 2016 год реабилитацию в приюте прошли 185 человек, а за 2017—140. В рамках приюта действует также проект «Дом на полдороги» — реабилитационная программа для бездомных, страдающих алкоголизмом. Значительная часть бюджета «Ночлежки» уходит на содержание здания на Боровой.
При приюте действует консультационная служба, которая, как и сама организация, существует с 1990 года. В ней подопечные «Ночлежки» могут получать разовые консультации или продолжительное социальное и правовое сопровождение по вопросам трудоустройства, восстановления документов и регистрации, получения медицинского полиса, возвращения жилья. За 2017 год социальные консультации в службе получили 7199 человек, юридические — 487.
В феврале 2019-го во дворе приюта начала функционировать двухместные социальные душевые кабинки. Через два месяца Комитет имущественных отношений города выделил организации дополнительный участок на Новороссийской улице, где также планируют разместить санитарно-обмывочный пункт, способный обслуживать до 40 человек ежедневно.
С 2002 года действует проект «Ночной автобус»: пять дней в неделю в вечернее время по районам Петербурга курсирует микроавтобус, который развозит для бездомных и малоимущих бесплатную еду и медикаменты, которые те могут получить у волонтёров на местах стоянок. Пищу готовят различные кафе и рестораны города. С октября 2018-го «Ночлежка» сотрудничает с «Больницей для бездомных», специалисты которой проводят медицинские осмотры на рейсах автобуса. Также в холодное время года «Ночлежка» открывает в Петербурге несколько пунктов для ночлега — большие отапливаемые палатки на 50 человек. За 2017 год там ночевали 957 человек.

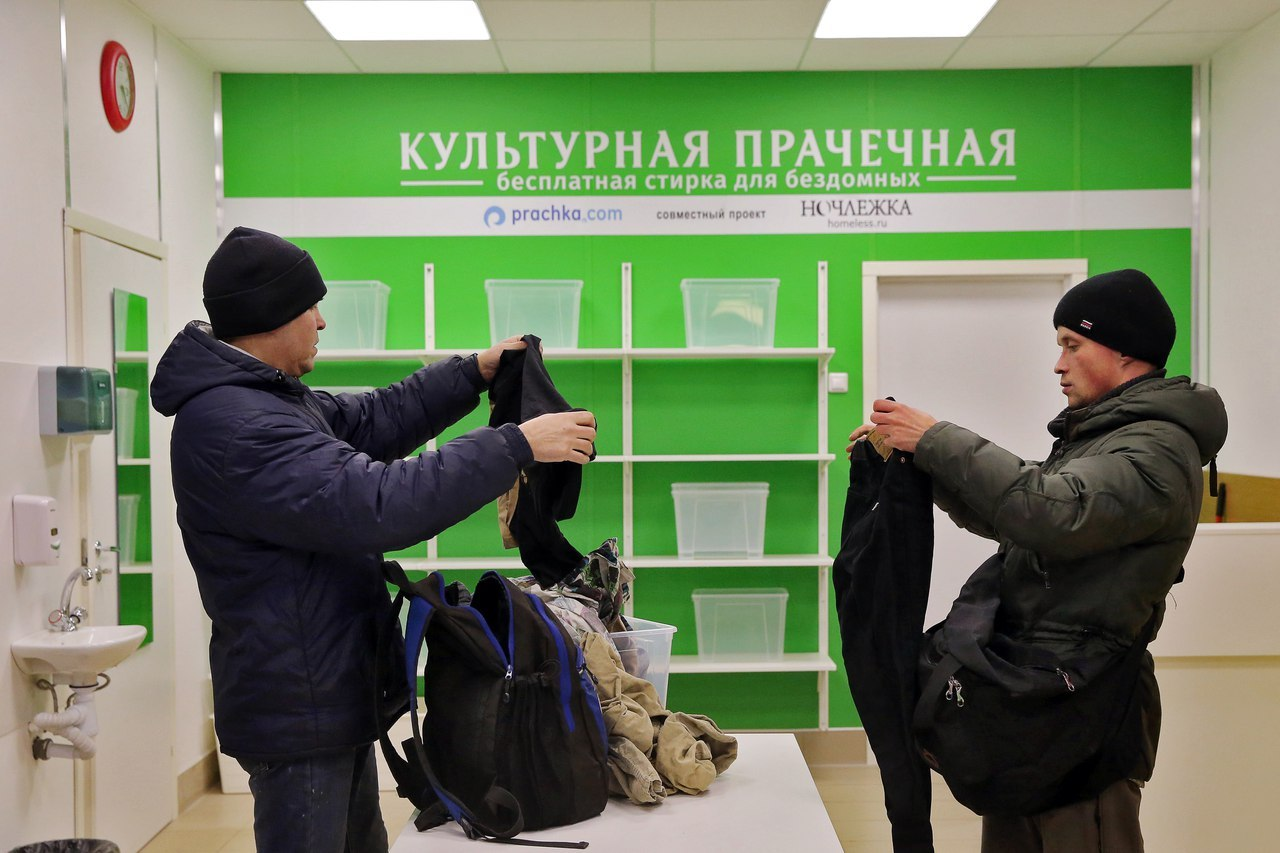
Культурная прачечная

В пятистах метрах от приюта 22 ноября 2016 года «Ночлежкой», совместно с петербургской сетью прачечных Prachka.com, была открыта «Культурная прачечная» — первая в России бесплатная прачечная самообслуживания для бездомных. В августе 2018 года было объявлено, что «Ночлежка», фонд «Второе дыхание» и сеть Prachka.Com осенью откроют прачечную в Савёловском районе Москве. Но из-за протестов жителей организаторам пришлось отменить открытие и искать новую площадку. Так, в декабре 2018-го в мэрию была передана петиция, подписанная более 80 тысячами граждан, организация обращалась департамент городского имущества, комитет общественных связей и департамент труда и соцзащиты города Москвы.
Также в «Ночлежке» действует проект по распространению и популяризации опыта. В его рамках проводятся лекции и семинары на профильную тематику, консультации для других организаций, занимающихся помощью бездомным, и их сотрудников. Кроме того, для помощи своим коллегам организация запустила сайт «Что делать», систематизирующий опыт юристов консультационного центра в получении и переоформлении документов для бездомных. В 2015 году «Ночлежка» выпустила пособие «Организация работы приюта благотворительной организации помощи бездомным людям». Издаются и другие, периодически обновляемые, пособия — «Паспорт», «Гражданство», «Медицинская помощь». Периодически организация проводит и выездные семинары в других городах России, а в 2017 году сотрудники «Ночлежки» участвовали в международной конференции, проведённой организацией FEANTSA в польском Гданьске.

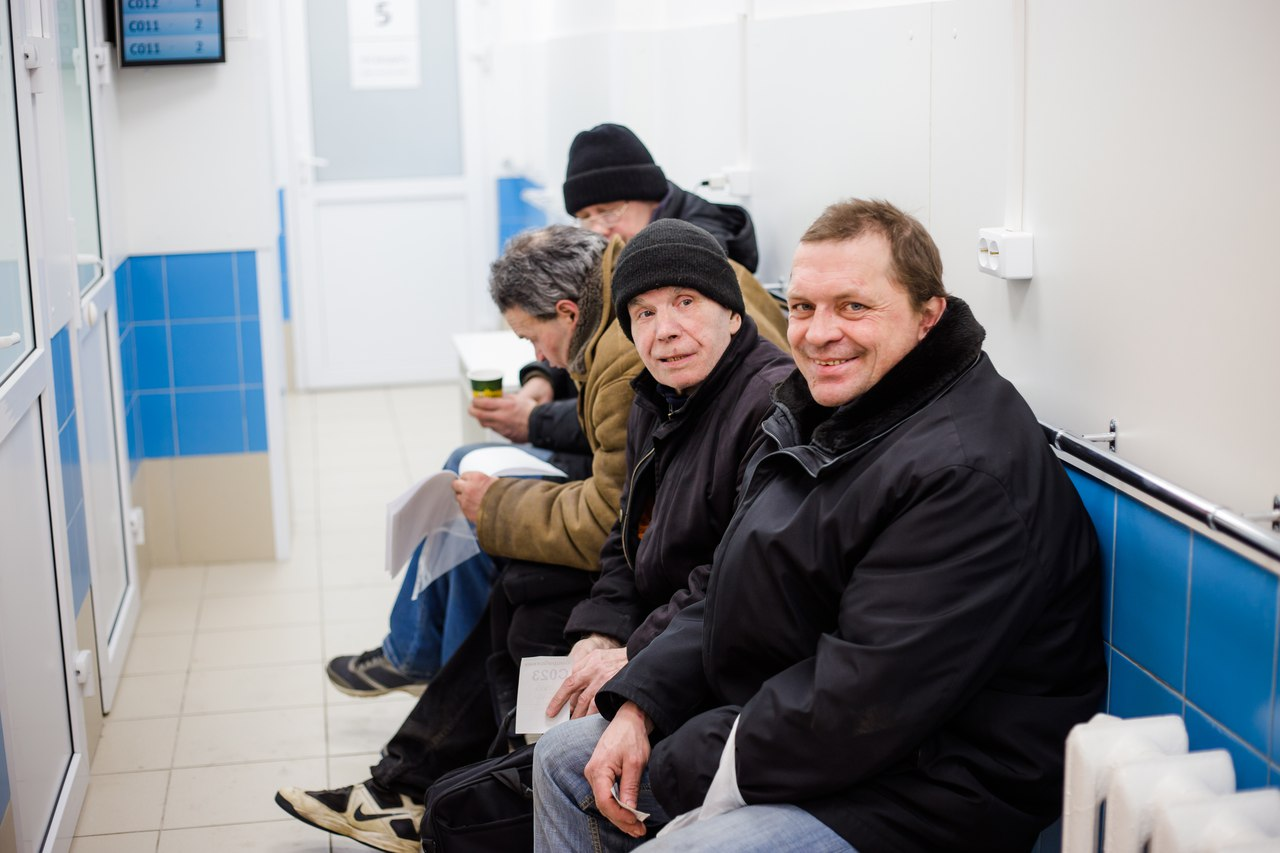
Очередь в консультационной службе «Ночлежки»
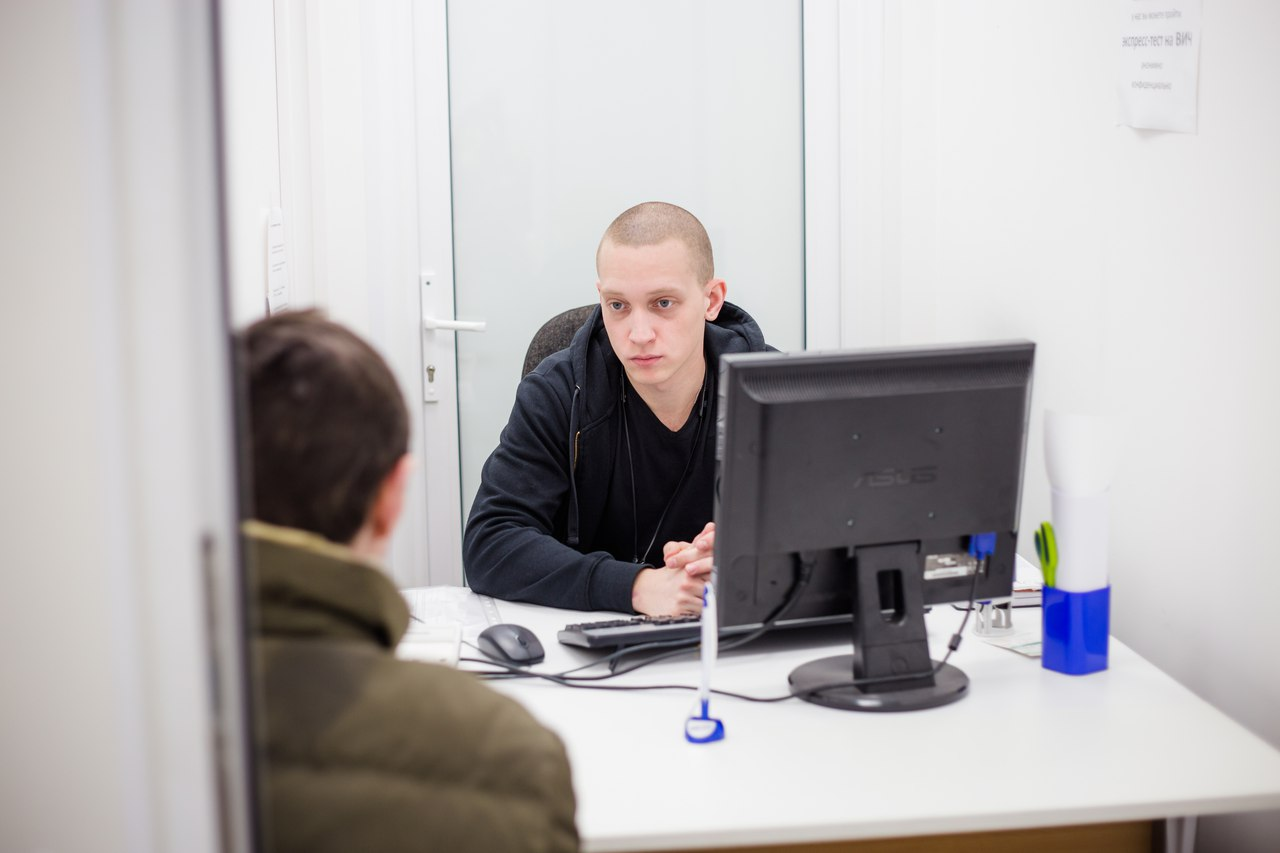
Приём специалиста по социальной работе в консультационной службе
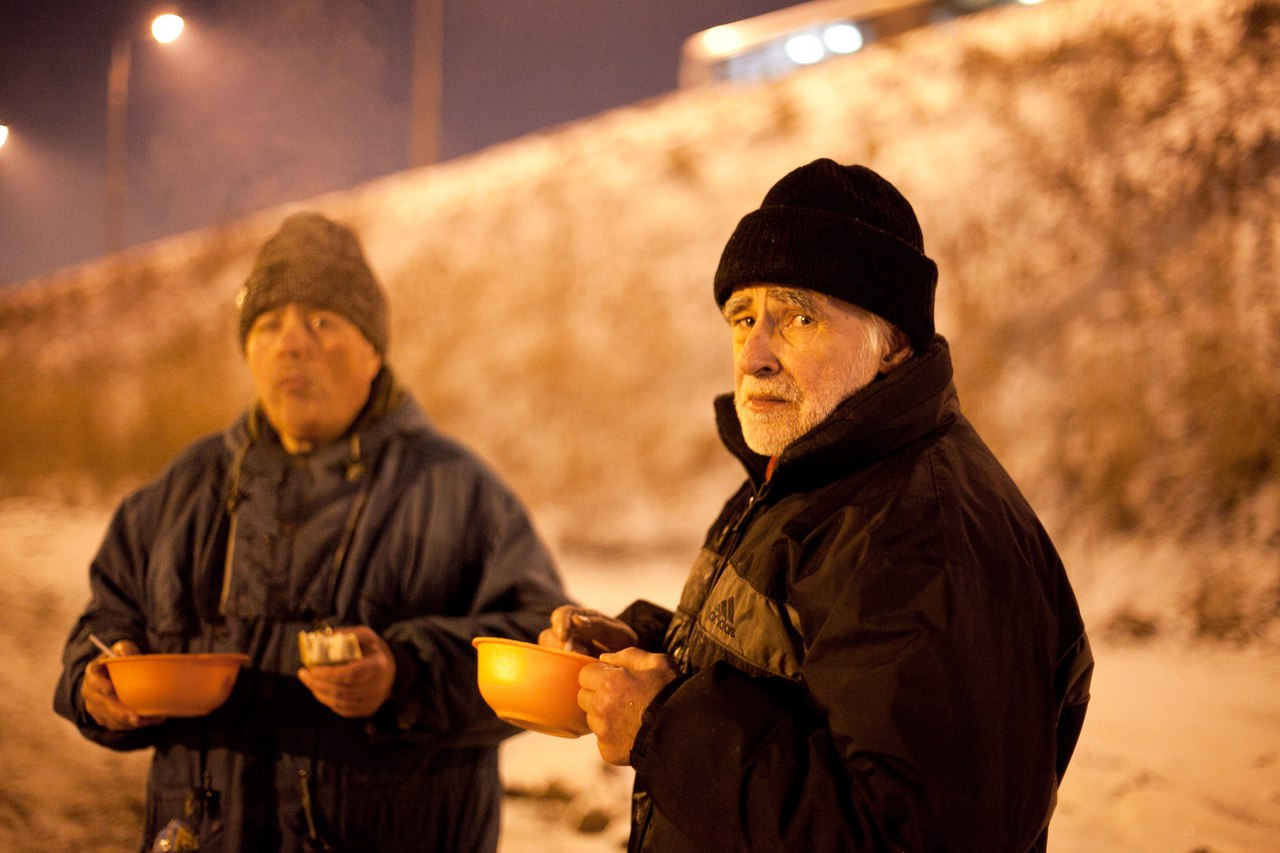
Подопечные ночного автобуса
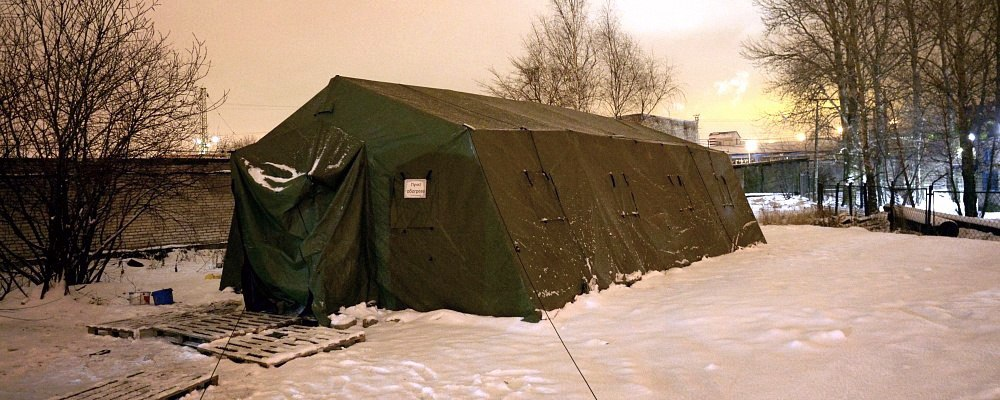
Пункт обогрева
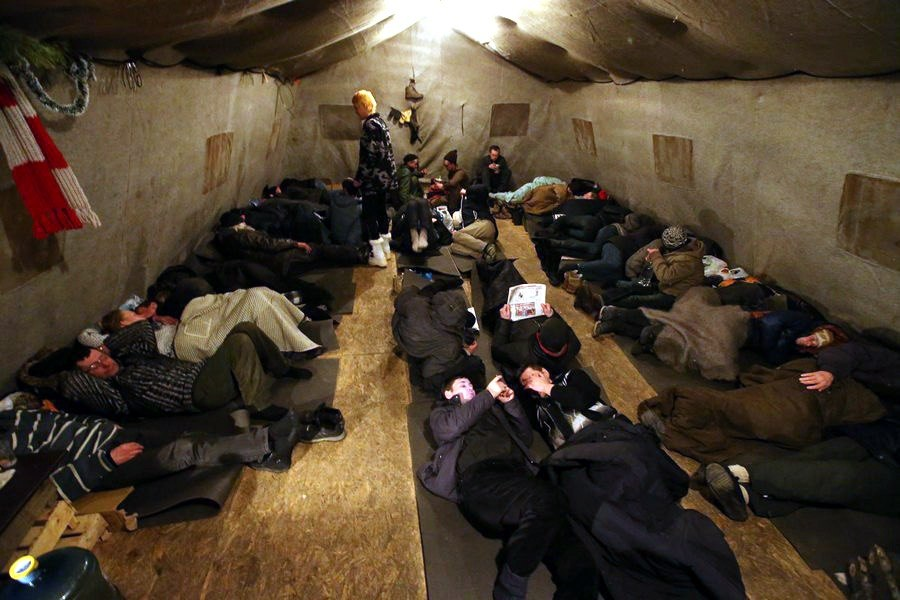
В пункте обогрева

### Акционизм

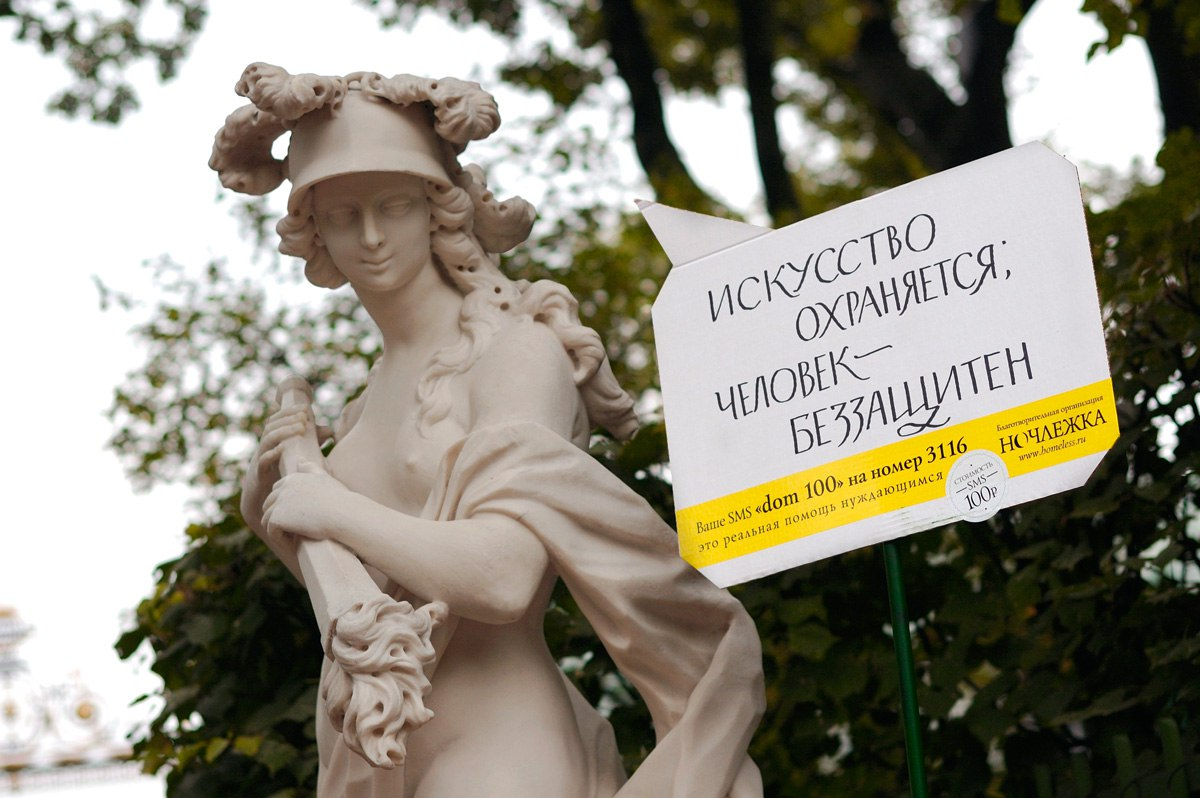
Акция «Мраморные люди против каменных сердец»

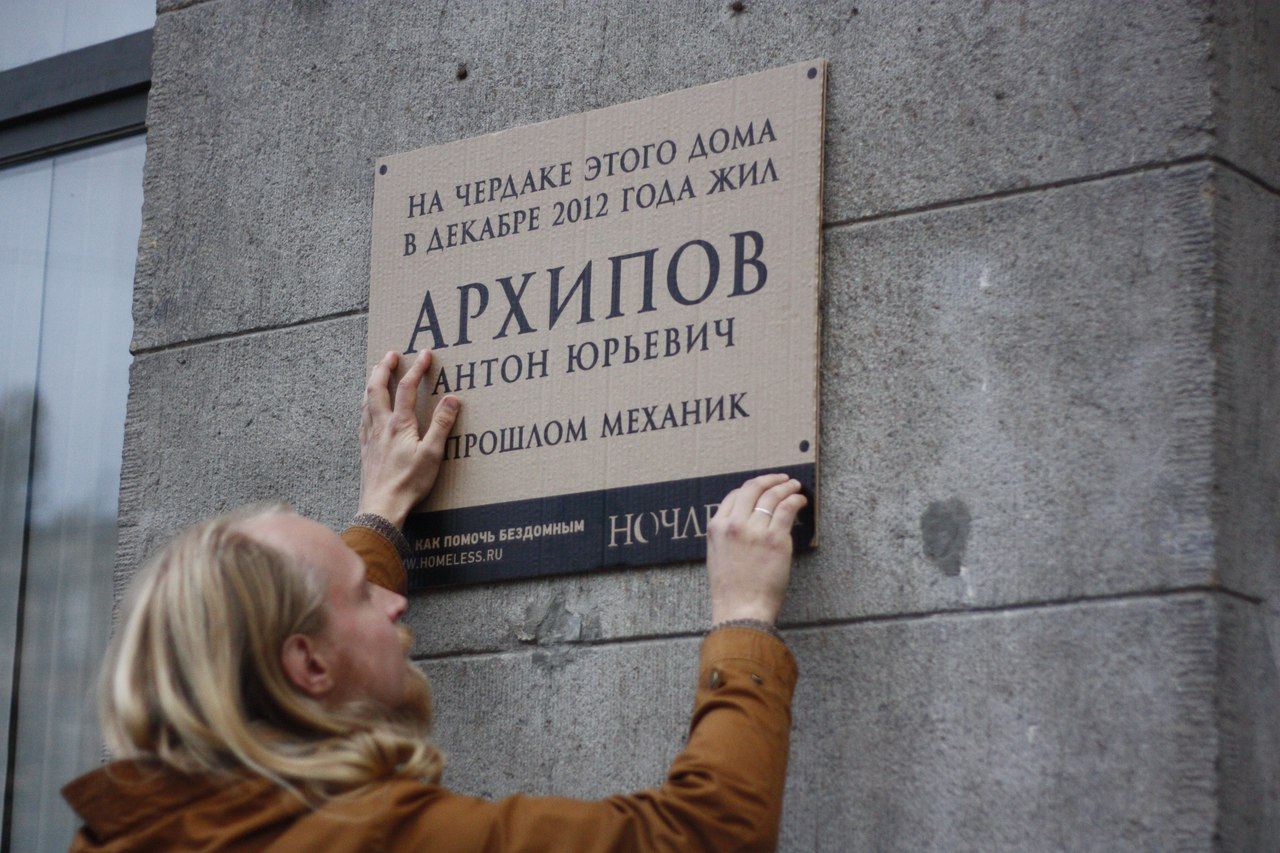
Акция «Дома для бездомных»

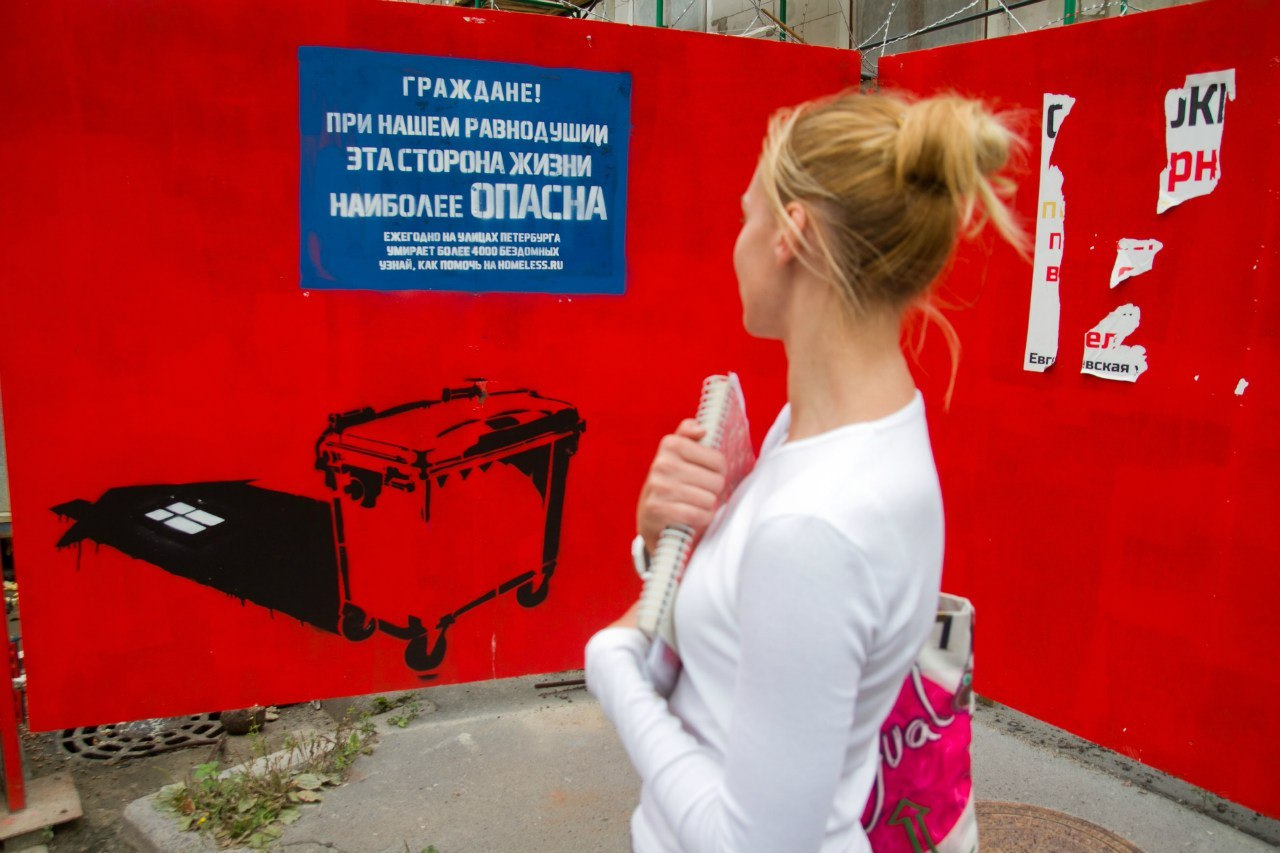
Акция «Эта сторона жизни»

«Ночлежка» привлекает внимание общества и властей к проблеме бездомности при помощи акционизма.
- Летом 2012 года в рамках акции «Жизнь под открытым небом» «Ночлежка» размещала на улицах Петербурга постеры с фотографиями бездомных людей на фоне известных достопримечательностей города[45][46].
- В августе 2013 года прошла акция «Эта сторона жизни», в ходе которой волонтёры наносили на временные заборы города трафареты с изображениями бездомных людей или связанных с ними сюжетов и фразой «Граждане! При нашем равнодушии эта сторона жизни наиболее опасна». Слоган содержал отсылку к надписи «Граждане! При артобстреле эта сторона улицы наиболее опасна», наносившейся на стены домов во время блокады Ленинграда[47][48]. В феврале 2014 года в Санкт-Петербурге появилась социальная реклама, оформленная по мотивам этой акции[49].
- В сентябре 2013 года в Летнем саду и в августе 2014 года в музее-заповеднике «Петергоф» участники «Ночлежки» провели акции «Мраморные люди против каменных сердец», в ходе которых возле статуй были расставлены таблички, имитирующие их прямую речь с высказываниями в поддержку бездомных людей[50][51][52].
- В 2016 году в Нижнем парке Петергофа была проведена акция «Невидимые люди», в ходе которой на аллеях парка появились зеркала в форме человеческих силуэтов, олицетворяющие бездомных[53].
- В ноябре 2018-го «Ночлежка» провела на улицах Санкт-Петербурга рекламную кампанию «Давайте поступать как петербуржцы», отсылающую к рекламе правительства города «Давайте говорить как петербуржцы»[54].
- В апреле 2019-го был запущен проект «Бездомный баннер», призванный обратить внимание интернет-пользователей на проблемы бездомных[55]. С подобной целью подопечные организации приняли участие в программе «Ракурс», в рамках которой экскурсии в городских музеях проводят люди без специального образования[56].

### Другая деятельность
Ежегодно проходит благотворительный музыкальный рок-фестиваль «НочлежкаFest». На нём в разные годы выступали группы «Аквариум», «ДДТ» и «Ногу свело!».
Периодически «Ночлежка» проводит в Петербурге и Москве акцию «Эспресс-помощь», в которой участвуют кафе, рестораны и бары, направляющие в помощь организации средства, вырученные от продажи кофе в дни акции.
Проводятся мероприятия по непосредственному сбору продуктов для нуждающихся: ежегодная акция по сбору питьевой воды «Как пить дать», акция «Мандаринка и тушёнка» по сбору новогодних подарков для подопечных организации, сбор куличей и яиц к Пасхе и блинов на Масленицу, сбор подарков для бездомных женщин к 8 марта. Сотрудники «Ночлежки» организовывают сбор жетонов метрополитена, проводят в магазинах сборы продуктов питания и средств гигиены, приуроченные ко Дню бездомного человека.
С 2016 года «Ночлежка» проводит в Санкт-Петербурге ежегодную международную конференцию «Бездомность как социальная проблема». В 2017 году организация стала одним из инициаторов учреждения «Дня бездомного человека». Также в 2017 году «Ночлежка» выпустила на своём официальном сайте тест «Индекс уязвимости», с помощью которого пользователь может оценить свой риск стать бездомным.

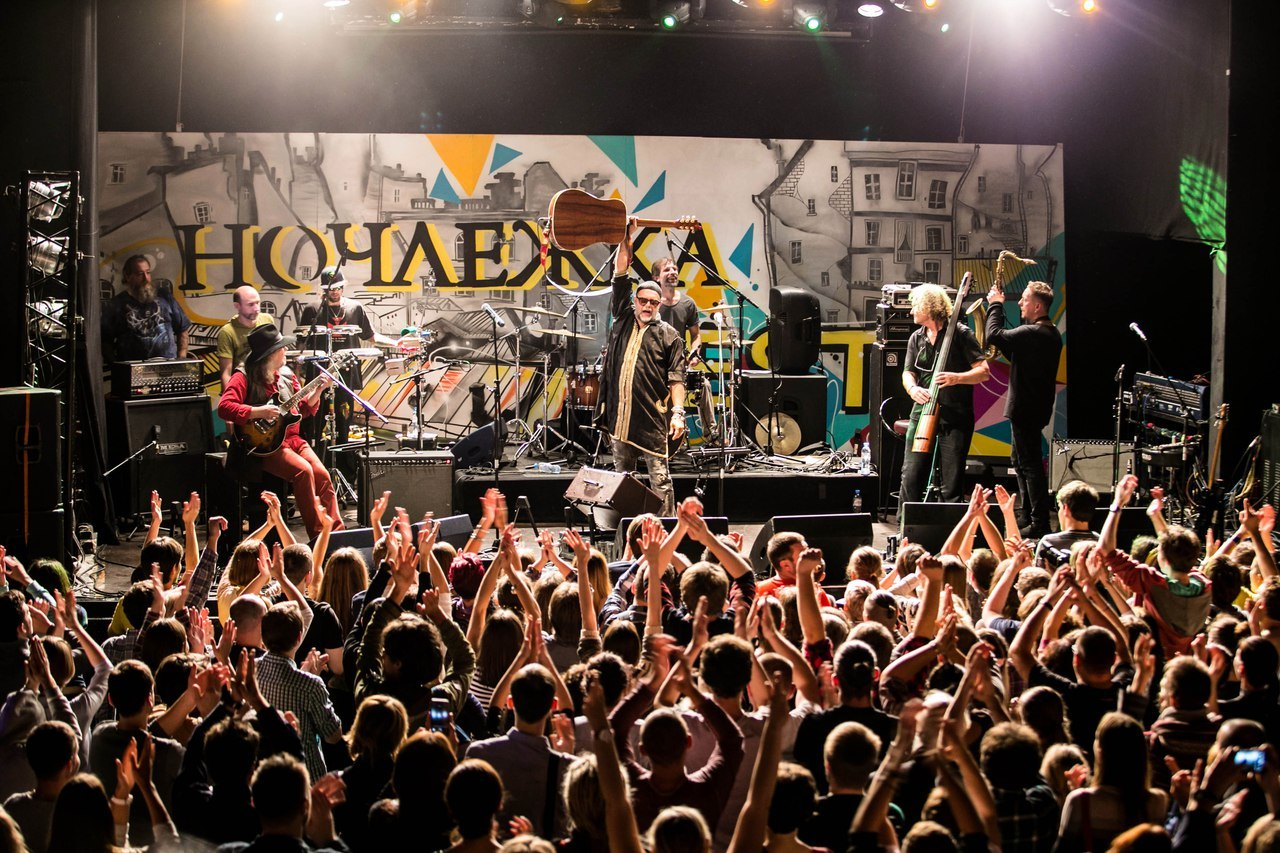
Группа «Аквариум» на сцене фестиваля «НочлежкаFest»
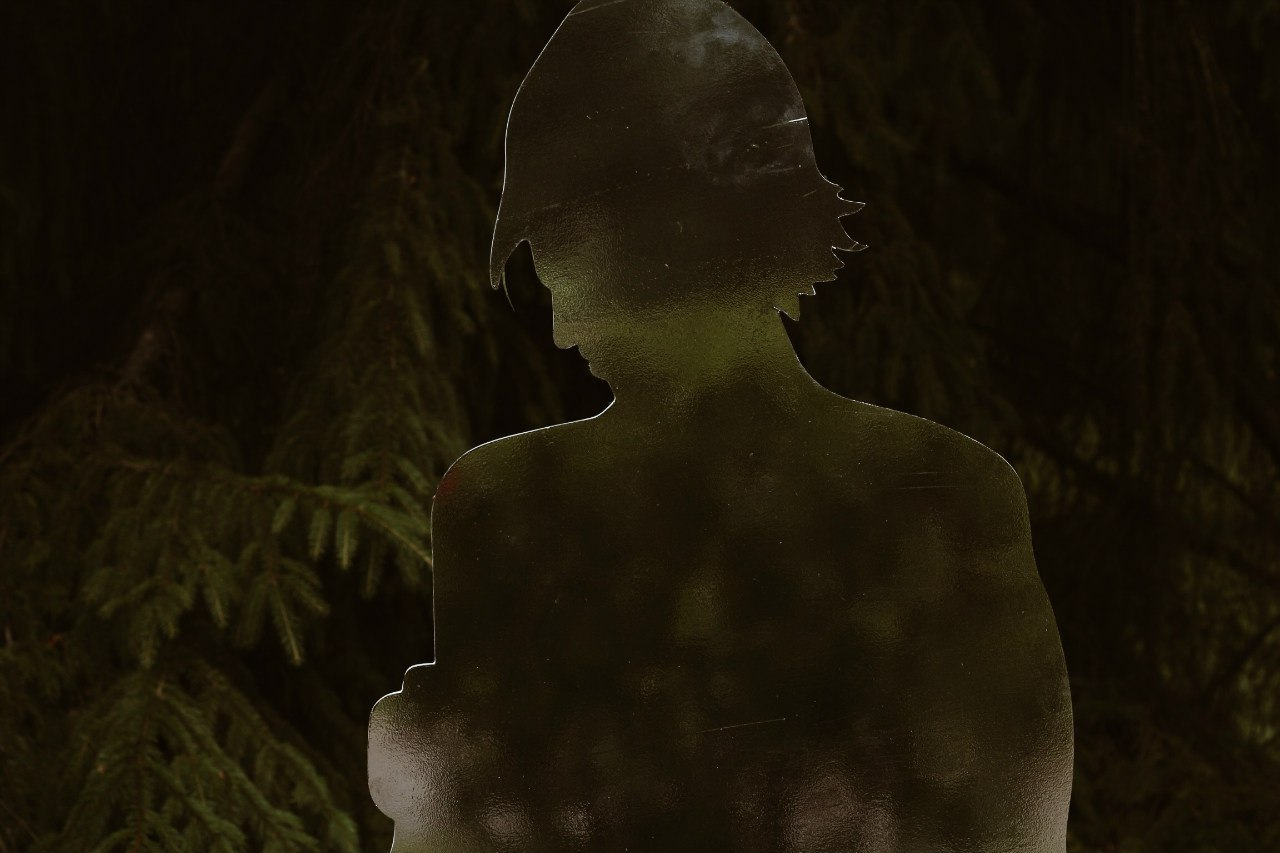
Акция «Невидимые люди»
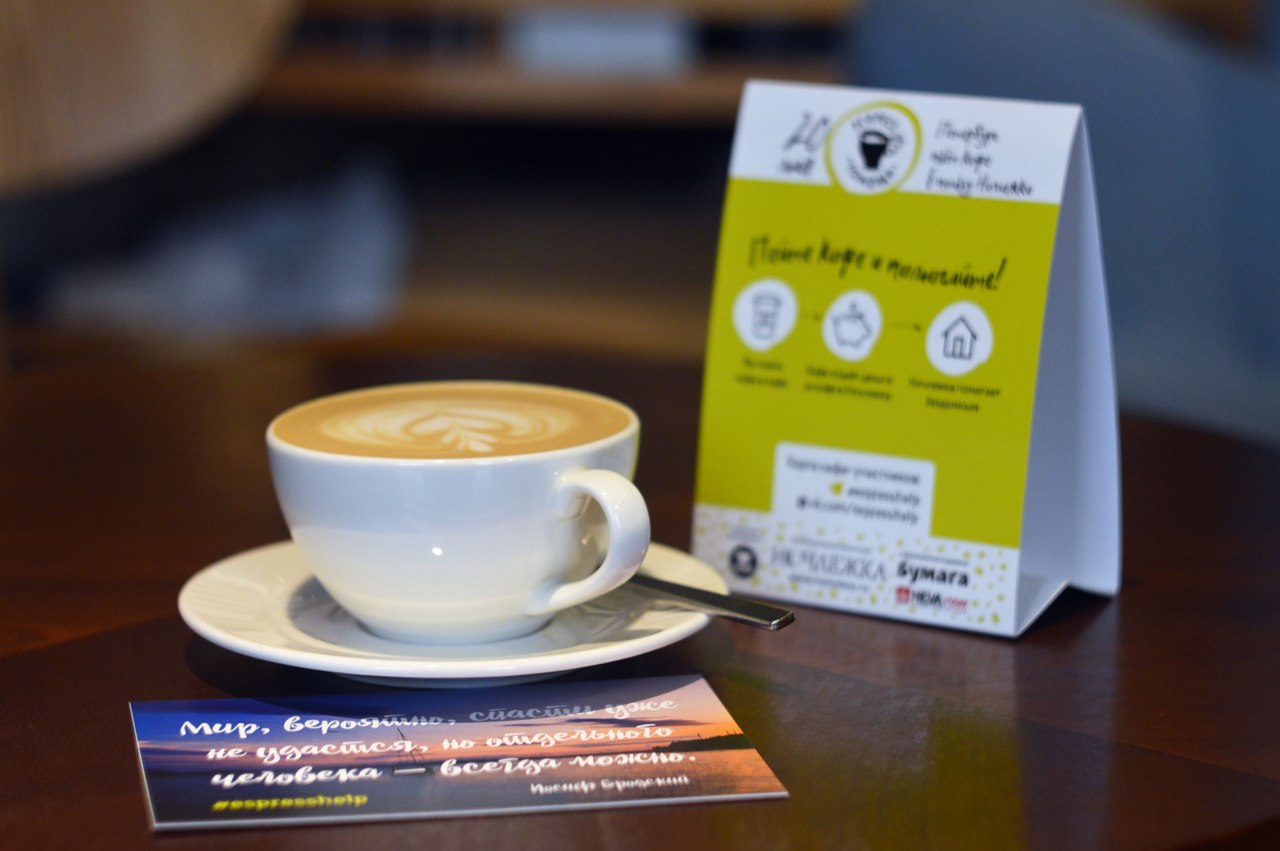
Акция «Эспресс-помощь»
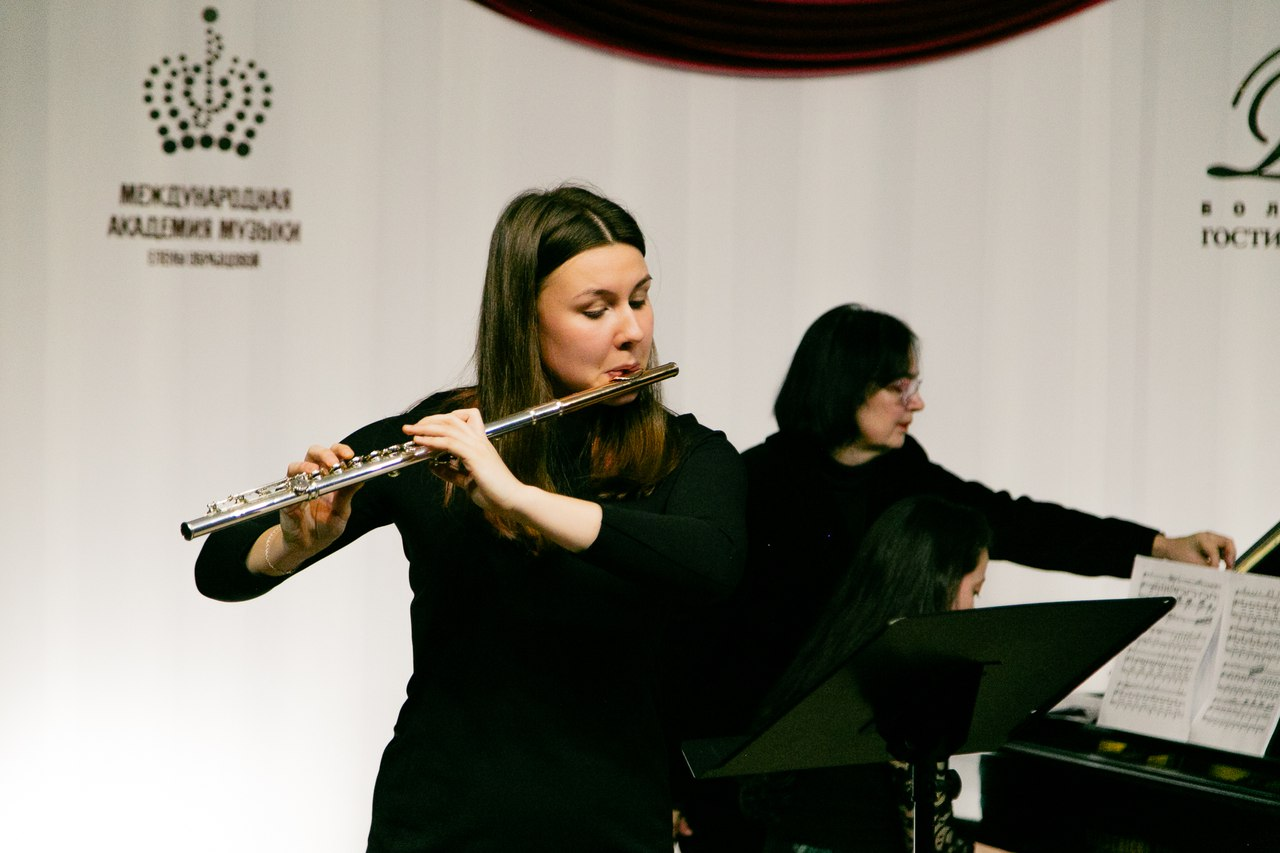
Благотворительный концерт в помощь «Ночлежки»
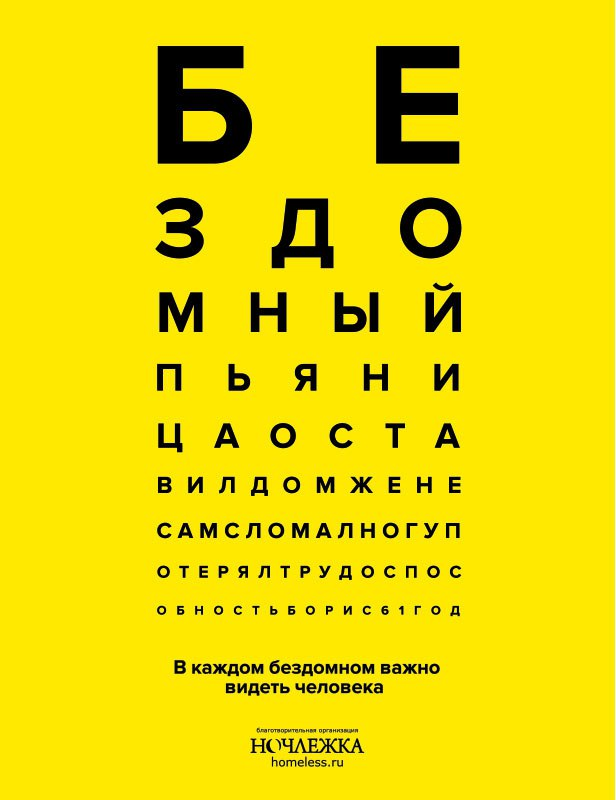
Социальная реклама
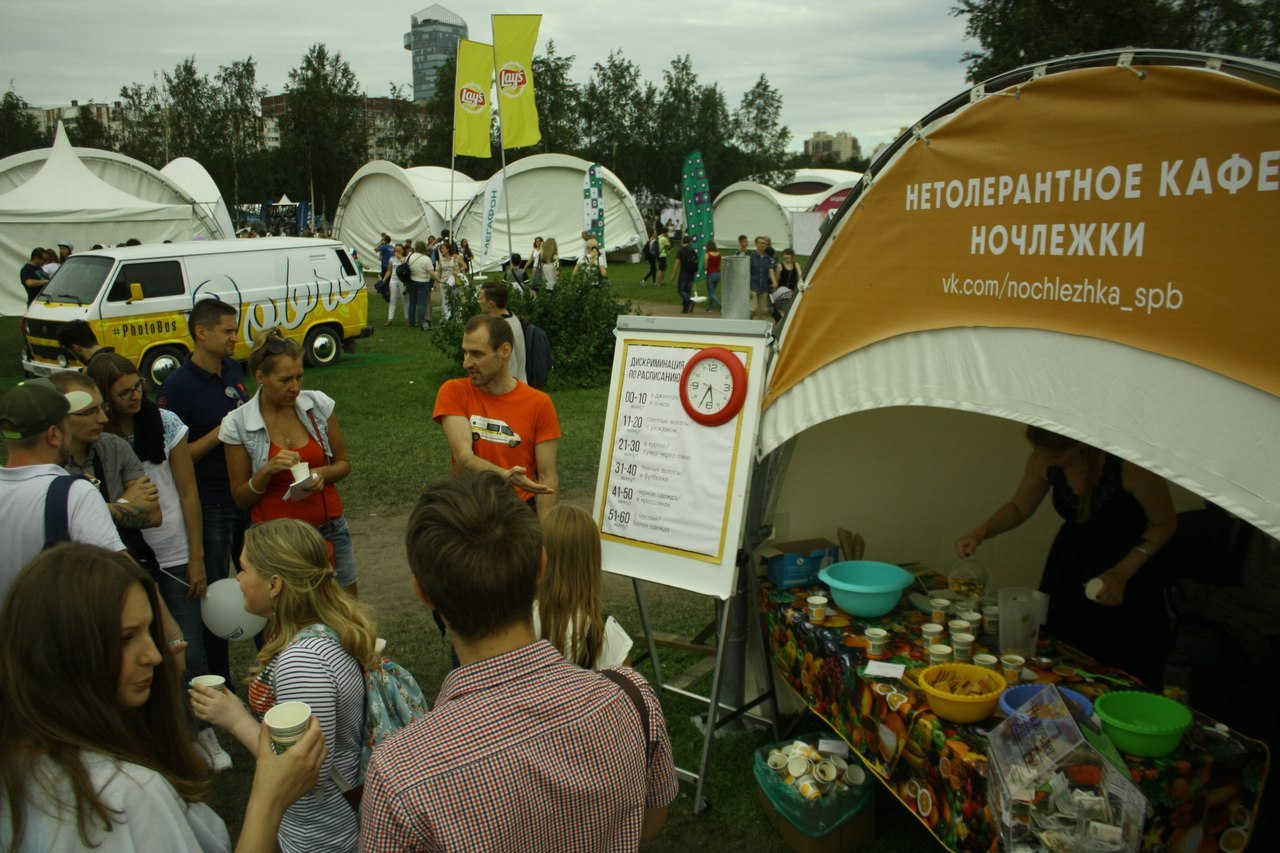
Акция «Нетолерантное кафе»

## Награды
- Почётная грамота Московской городской Думы (27 октября 2021 года) — за заслуги перед городским сообществом[80]